# Tái tạo và thu thập dữ liệu 3D
Tái tạo và thu thập dữ liệu 3D là việc tạo ra các mô hình ba chiều hoặc không gian từ dữ liệu cảm biến.  Các kỹ thuật và lý thuyết, nói chung, hoạt động với hầu hết hoặc tất cả các loại cảm biến bao gồm quang học, âm thanh, quét laser, radar, nhiệt, địa chấn.

## Thu thập
Việc thu thập có thể xảy ra từ vô số phương pháp bao gồm hình ảnh 2D, dữ liệu cảm biến thu được và trên cảm biến trang web.

### Thu thập từ hình ảnh 2D
Thu thập dữ liệu 3D và tái tạo đối tượng có thể được thực hiện bằng các cặp hình ảnh lập thể.  Chụp ảnh âm thanh nổi hoặc quang ảnh dựa trên một khối các hình ảnh chồng chéo là phương pháp chính để lập bản đồ 3D và tái tạo đối tượng bằng hình ảnh 2D.  Chụp ảnh cận cảnh cũng đã trưởng thành đến mức có thể sử dụng máy ảnh hoặc máy ảnh kỹ thuật số để chụp ảnh cận cảnh của các vật thể, ví dụ như các tòa nhà và tái tạo chúng bằng cách sử dụng lý thuyết rất giống với chụp ảnh trên không.  Một ví dụ về phần mềm có thể làm điều này là Vexcel FotoG 5.  Phần mềm này hiện đã được thay thế bởi Vexcel GeoSynth.  Một chương trình phần mềm tương tự khác là Microsoft Photosynth.
Một phương pháp bán tự động để có được dữ liệu cấu trúc cấu trúc liên kết 3D từ hình ảnh âm thanh nổi trên không 2D đã được trình bày bởi Sisi Zlatanova.  Quá trình này bao gồm số hóa thủ công một số điểm cần thiết để tự động xây dựng lại các đối tượng 3D.  Mỗi đối tượng được xây dựng lại được xác nhận bằng cách áp dụng đồ họa khung dây của nó trong mô hình âm thanh nổi.  Dữ liệu 3D có cấu trúc cấu trúc liên kết được lưu trữ trong cơ sở dữ liệu và cũng được sử dụng để trực quan hóa các đối tượng.  Phần mềm được sử dụng để thu thập dữ liệu 3D bằng hình ảnh 2D bao gồm  Agisoft Photoscan, RealityCapture, Autodesk 123D Catch, ENSAIS Engineering College TIPHON (Traitement d'Image et PHOtogrammétrie Numérique).  Nhà mô hình 3D CyberCity, SLS HIỂU 3D Lưu trữ ngày 16 tháng 2 năm 2019 tại Wayback Machine.
Phương pháp trích xuất tòa nhà bán tự động cùng với khái niệm lưu trữ mô hình tòa nhà dọc theo địa hình và dữ liệu địa hình khác trong hệ thống thông tin địa hình đã được Franz Rottensteiner phát triển.  Cách tiếp cận của ông dựa trên việc tích hợp các ước tính tham số xây dựng vào quy trình quang điện ảnh áp dụng sơ đồ mô hình lai.  Các tòa nhà được phân tách thành một tập hợp các nguyên thủy đơn giản được xây dựng lại riêng lẻ và sau đó được kết hợp bởi các toán tử Boolean.  Cấu trúc dữ liệu bên trong của cả hai mô hình nguyên thủy và mô hình tòa nhà hỗn hợp dựa trên các phương pháp biểu diễn ranh giới 
Nhiều hình ảnh được sử dụng theo cách tiếp cận của Zeng để tái tạo bề mặt từ nhiều hình ảnh.  Một ý tưởng trung tâm là khám phá sự tích hợp của cả dữ liệu lập thể 3D và hình ảnh hiệu chỉnh 2D.  Cách tiếp cận này được thúc đẩy bởi thực tế là chỉ có các điểm đặc trưng mạnh mẽ và chính xác còn tồn tại qua sự xem xét hình học của nhiều hình ảnh được tái tạo trong không gian.  Sự thiếu hụt mật độ và các lỗ hổng không thể tránh khỏi trong dữ liệu âm thanh nổi nên được lấp đầy bằng cách sử dụng thông tin từ nhiều hình ảnh.  Do đó, ý tưởng trước tiên là xây dựng các bản vá bề mặt nhỏ từ các điểm âm thanh nổi, sau đó truyền dần dần các bản vá đáng tin cậy trong vùng lân cận của chúng từ hình ảnh vào toàn bộ bề mặt bằng chiến lược đầu tiên tốt nhất.  Do đó, vấn đề giảm xuống khi tìm kiếm một bản vá bề mặt cục bộ tối ưu đi qua một tập hợp các điểm âm thanh nổi nhất định từ hình ảnh.
Hình ảnh đa phổ cũng được sử dụng để phát hiện tòa nhà 3D.  Dữ liệu xung đầu tiên và cuối cùng và chỉ số thực vật khác biệt được chuẩn hóa được sử dụng trong quy trình.
Các kỹ thuật đo lường mới cũng được sử dụng để có được các phép đo và giữa các đối tượng từ các hình ảnh đơn lẻ bằng cách sử dụng phép chiếu hoặc bóng cũng như sự kết hợp của chúng.  Công nghệ này đang thu hút sự chú ý nhờ thời gian xử lý nhanh và chi phí thấp hơn nhiều so với các phép đo âm thanh nổi.  GeoTango công nghệ Zosterops lateralis là lần đầu tiên của sản phẩm loại này được thương mại loại đó có thể tạo ra mô hình thành phố rất thực tế và các tòa nhà từ vệ tinh duy nhất và hình ảnh trên không.

### Thu thập từ dữ liệu cảm biến thu được
Cũng có thể trích xuất tòa nhà bán tự động từ Dữ liệu LIDAR và Hình ảnh độ phân giải cao.  Một lần nữa, phương pháp này cho phép mô hình hóa mà không cần di chuyển về phía vị trí hoặc đối tượng.  Từ dữ liệu LIDAR trên không, mô hình bề mặt kỹ thuật số (DSM) có thể được tạo và sau đó các đối tượng cao hơn mặt đất được tự động phát hiện từ DSM.  Dựa trên kiến thức chung về các tòa nhà, các đặc điểm hình học như kích thước, chiều cao và thông tin hình dạng sau đó được sử dụng để tách các tòa nhà khỏi các vật thể khác.  Các phác thảo tòa nhà được trích xuất sau đó được đơn giản hóa bằng thuật toán trực giao để có được chất lượng bản đồ tốt hơn.  Phân tích đầu nguồn có thể được tiến hành để trích xuất các đường dẫn của mái nhà xây dựng.  Các đường vòng cũng như thông tin độ dốc được sử dụng để phân loại các tòa nhà theo loại.  Các tòa nhà sau đó được xây dựng lại bằng cách sử dụng ba mô hình tòa nhà tham số (phẳng, đầu hồi, hông).

### Thu thập từ các cảm biến tại chỗ
LIDAR và công nghệ quét laser trên mặt đất khác  cung cấp cách nhanh nhất, tự động để thu thập thông tin về chiều cao hoặc khoảng cách.  LIDAR hoặc laser để đo chiều cao của các tòa nhà đang trở nên rất hứa hẹn.  Các ứng dụng thương mại của cả LIDAR trên không và công nghệ quét laser mặt đất đã được chứng minh là phương pháp nhanh và chính xác để xây dựng trích xuất chiều cao.  Nhiệm vụ khai thác tòa nhà là cần thiết để xác định vị trí xây dựng, độ cao mặt đất, định hướng, kích thước tòa nhà, chiều cao tầng thượng, v.v.  Hầu hết các tòa nhà được mô tả để có đủ chi tiết về mặt đa diện chung, nghĩa là ranh giới của chúng có thể được biểu diễn bằng một tập hợp các bề mặt phẳng và các đường thẳng.  Xử lý thêm như thể hiện dấu chân tòa nhà dưới dạng đa giác được sử dụng để lưu trữ dữ liệu trong cơ sở dữ liệu GIS.
Sử dụng quét laser và hình ảnh được chụp từ mặt đất và phối cảnh mắt chim, Fruh và Zakhor trình bày một cách tiếp cận để tự động tạo các mô hình thành phố 3D có kết cấu.  Cách tiếp cận này liên quan đến việc đăng ký và hợp nhất các mô hình mặt tiền chi tiết với một mô hình trên không bổ sung.  Quá trình mô hình hóa trên không tạo ra một mô hình độ phân giải nửa mét với tầm nhìn toàn cảnh của toàn bộ khu vực, chứa hồ sơ địa hình và ngọn tòa nhà.  Quá trình mô hình hóa mặt đất dẫn đến một mô hình chi tiết của mặt tiền tòa nhà.  Sử dụng DSM thu được từ quét laser trên không, họ bản địa hóa phương tiện mua lại và đăng ký mặt tiền trên mặt đất cho mô hình trên không bằng phương tiện địa phương hóa Monte Carlo (MCL).  Cuối cùng, hai mô hình được hợp nhất với các độ phân giải khác nhau để có được mô hình 3D.
Sử dụng máy đo độ cao bằng laser trên không, Haala, Brenner và Anders đã kết hợp dữ liệu chiều cao với các sơ đồ mặt đất hiện có của các tòa nhà.  Các sơ đồ mặt đất của các tòa nhà đã được mua lại ở dạng tương tự bởi các bản đồ và kế hoạch hoặc kỹ thuật số trong một hệ thống 2D 2D.  Dự án đã được thực hiện để cho phép thu thập dữ liệu tự động bằng cách tích hợp các loại thông tin khác nhau này.  Sau đó, các mô hình thành phố thực tế ảo được tạo ra trong dự án bằng cách xử lý kết cấu, ví dụ bằng cách ánh xạ các hình ảnh trên mặt đất.  Dự án đã chứng minh tính khả thi của việc mua lại nhanh chóng hệ thống GIS đô thị 3D.  Các kế hoạch mặt đất đã được chứng minh là một nguồn thông tin rất quan trọng khác để tái thiết tòa nhà 3D.  So với kết quả của các thủ tục tự động, các kế hoạch mặt đất này tỏ ra đáng tin cậy hơn vì chúng chứa thông tin tổng hợp đã được giải thích rõ ràng bằng cách giải thích của con người.  Vì lý do này, các kế hoạch mặt đất, có thể giảm đáng kể chi phí trong một dự án tái thiết.  Một ví dụ về dữ liệu kế hoạch mặt đất hiện có có thể sử dụng trong tái thiết tòa nhà là bản đồ Địa chính kỹ thuật số, cung cấp thông tin về phân phối tài sản, bao gồm biên giới của tất cả các khu vực nông nghiệp và kế hoạch mặt đất của các tòa nhà hiện có.  Ngoài ra thông tin như tên đường phố và việc sử dụng các tòa nhà (ví dụ: nhà để xe, tòa nhà dân cư, khối văn phòng, tòa nhà công nghiệp, nhà thờ) được cung cấp dưới dạng các ký hiệu văn bản.  Hiện tại, bản đồ Địa chính kỹ thuật số được xây dựng như một cơ sở dữ liệu bao phủ một khu vực, chủ yếu được tạo thành bằng cách số hóa các bản đồ hoặc kế hoạch có từ trước.

### Phần mềm
Phần mềm được sử dụng để quét laser trên không bao gồm OPALS (Định hướng và xử lý dữ liệu Quét laser trên không),...

### Giá cả
- Các thiết bị quét laser trên mặt đất (thiết bị xung hoặc pha) + phần mềm xử lý thường bắt đầu với mức giá 150.000 €.  Một số thiết bị ít chính xác hơn (như Trimble VX) có giá khoảng 75.000 €.
- Các hệ thống LIDAR trên mặt đất có giá khoảng 300.000 €.
- Các hệ thống sử dụng máy ảnh tĩnh thông thường gắn trên máy bay trực thăng RC (Ph photorammetry) cũng có thể, và có giá khoảng 25.000 €.  Các hệ thống sử dụng máy ảnh tĩnh với bóng bay thậm chí còn rẻ hơn (khoảng 2.500 €), nhưng yêu cầu xử lý thủ công bổ sung.  Vì quá trình xử lý thủ công mất khoảng 1 tháng lao động cho mỗi ngày chụp ảnh, đây vẫn là một giải pháp đắt tiền trong thời gian dài.
- Có được hình ảnh vệ tinh cũng là một nỗ lực đắt tiền.  Hình ảnh âm thanh nổi độ phân giải cao (0,5   độ phân giải m) có giá khoảng € 11.000.  Các vệ tinh hình ảnh bao gồm Quikbird, I mơ.  Hình ảnh đơn sắc độ phân giải cao có giá khoảng 5.500 €.  Một số hình ảnh có độ phân giải thấp hơn (ví dụ từ vệ tinh CORONA; với 2   độ phân giải m) có giá khoảng € 1.000 mỗi 2 hình ảnh.  Lưu ý rằng hình ảnh Google Earth có độ phân giải quá thấp để tạo ra một mô hình 3D chính xác.[23]

## Tái tạo đối tượng
Sau khi dữ liệu được thu thập, dữ liệu thu được (và đôi khi đã được xử lý) từ hình ảnh hoặc cảm biến cần phải được xây dựng lại.  Điều này có thể được thực hiện trong cùng một chương trình hoặc trong một số trường hợp, dữ liệu 3D cần được xuất và nhập vào một chương trình khác để tinh chỉnh thêm và/hoặc để thêm dữ liệu bổ sung.  Dữ liệu bổ sung như vậy có thể là dữ liệu vị trí gps,...  Ngoài ra, sau khi xây dựng lại, dữ liệu có thể được triển khai trực tiếp thành bản đồ địa phương (GIS)  hoặc bản đồ toàn cầu như Google Earth.

### Phần mềm
Một số gói phần mềm được sử dụng trong đó dữ liệu thu được (và đôi khi đã được xử lý) từ hình ảnh hoặc cảm biến được nhập.  Các gói phần mềm bao gồm  (theo thứ tự bảng chữ cái):
- Zephyr 3DF
- Đường chân trời PhotoMesh
- SL UNDERWORLD SLS - NGUỒN MỞ Lưu trữ ngày 16 tháng 2 năm 2019 tại Wayback Machine [27]
- APS Lưu trữ ngày 27 tháng 8 năm 2015 tại Wayback Machine [28]
- Autodesk ReCap 360
- AVEVA
- tomviz
- Canoma
- Lốc xoáy
- Leica Ph photorammetry Suite
- LướiLab
- MountainsMap SEM (chỉ áp dụng kính hiển vi)
- Neitra 3D Pro
- Chính thống
- PhotoModeler
- SketchUp
- Smart3Dcapture (cấp tính 3D)
- Tê giác